# Сукія
Сукі́я (ісп. Suquía), також відома як Рі́о-Пріме́ро (ісп. Río Primero — досл. «Перша Річка») — річка в аргентинській провінції Кордова.
Сукія народжується у водосховищі Сан-Роке, місці злиття кількох річок в Пампінських Сьєррах на заході провінції. Звідти річка тече на схід по пенеплену до міста Кордова, де до неї вливається річка Ла-Каньяда. У межах міста Сукія утворює острів Ісла-де-лос-Патос. Далі річка тече пампою і впадає до озера Мар-Чикіта.
Приблизна довжина Ріо-Прімеро 200 км, середня ширина русла 200 м. Останнім часом річка дуже обміліла через активне використання її вод для зрошування і потреб промисловості, а також через вирубування лісів на її берегах. З середини XX ст. річка потерпає від забруднення.
Назва річки походить з мови місцевих індіанців санавіронів. З XVIII ст. річка називалася Ріо-Прімеро (ісп. Río Primero — Перша Річка), оскільки вона є першою за рахунком з півночі на південь великою річкою провінції Кордова. Таку ж саму назву отримало місто, яке розташоване на річці і департамент навколо нього. Ця назва використовувалася до 1980-х років, коли було вирішено повернути річці її первісне ім'я.